# Gymnopleurus sericeifrons
Gymnopleurus sericeifrons là một loài bọ cánh cứng trong họ Bọ hung (Scarabaeidae).